# Jurij Ananczenko
Jurij Iwanowycz Ananczenko, ukr. Юрій Іванович Ананченко, ros. Юрий Иванович Ананченко, Jurij Iwanowicz Ananczienko (ur. 10 lipca 1941 w Stalino, Ukraińska SRR, zm. 21 września 2015 w Doniecku, Ukraina) – ukraiński piłkarz, grający na pozycji napastnika, trener piłkarski.

## Kariera piłkarska

### Kariera klubowa
Wychowanek DJuSSz Awanhard Stalino. W 1959 rozpoczął karierę piłkarską w Szachtarze Donieck, w którym występował przez 9 lat. W lipcu 1967 przeszedł do Zorii Ługańsk. W 1969 po krótkim występie w Budiwelnyk Połtawa przeniósł się do Szachtara Gorłówka, gdzie zakończył karierę piłkarską.

### Kariera reprezentacyjna
W 1959 zadebiutował w juniorskiej reprezentacji w meczu z Bułgarią U-18 zremisowanym 2:2.

## Kariera trenerska
Po zakończeniu kariery zawodniczej rozpoczął karierę trenerską. Najpierw trenował dzieci w SDJuSzOR Szachtar Donieck. Potem pracował na stanowisku asystenta i głównego trenera w klubie Szachtar Gorłówka.
21 września 2015 zmarł w Doniecku w wieku 75 lat.

## Sukcesy i odznaczenia

### Sukcesy klubowe
- zdobywca Pucharu ZSRR: 1961

### Odznaczenia
- tytuł Mistrza Sportu ZSRR: 1961
- Order „Za zasługi” III klasy: 2011[3]